# An-Nawawī
Muhyī ad-Dīn Abū Zakarīyā Yahyā ibn Scharaf an-Nawawī (arabisch محيي الدين أبو زكريا يحيى بن شرف النووي, DMG Muḥyī ad-Dīn Abū Zakarīyā Yaḥyā ibn Šaraf an-Nawawī geb. 1233 in Nawa; gest. 1277 oder 1278 ebenda) war ein sunnitischer Rechts- und Traditionsgelehrter der schafiitischen Richtung, der in Damaskus studierte und lehrte. Er wurde in Nawa, in der Nähe von Damaskus, geboren. Der letzte Teil seines Namens an-Nawawī weist auf diesen Umstand hin. Während seines Wirkens zog er sich insbesondere den Zorn des Mamluken-Herrschers Rukn al-Din Baybars zu, da er sich wiederholt für die Belange der Bevölkerung von Damaskus einsetzte.
Sein nachwirkender Einfluss umfasst insbesondere die Hadith-Literatur, die er mit seinen beiden bekanntesten Werken Das Buch der vierzig Hadithe und Die Gärten der Tugendhaften nachhaltig prägte.

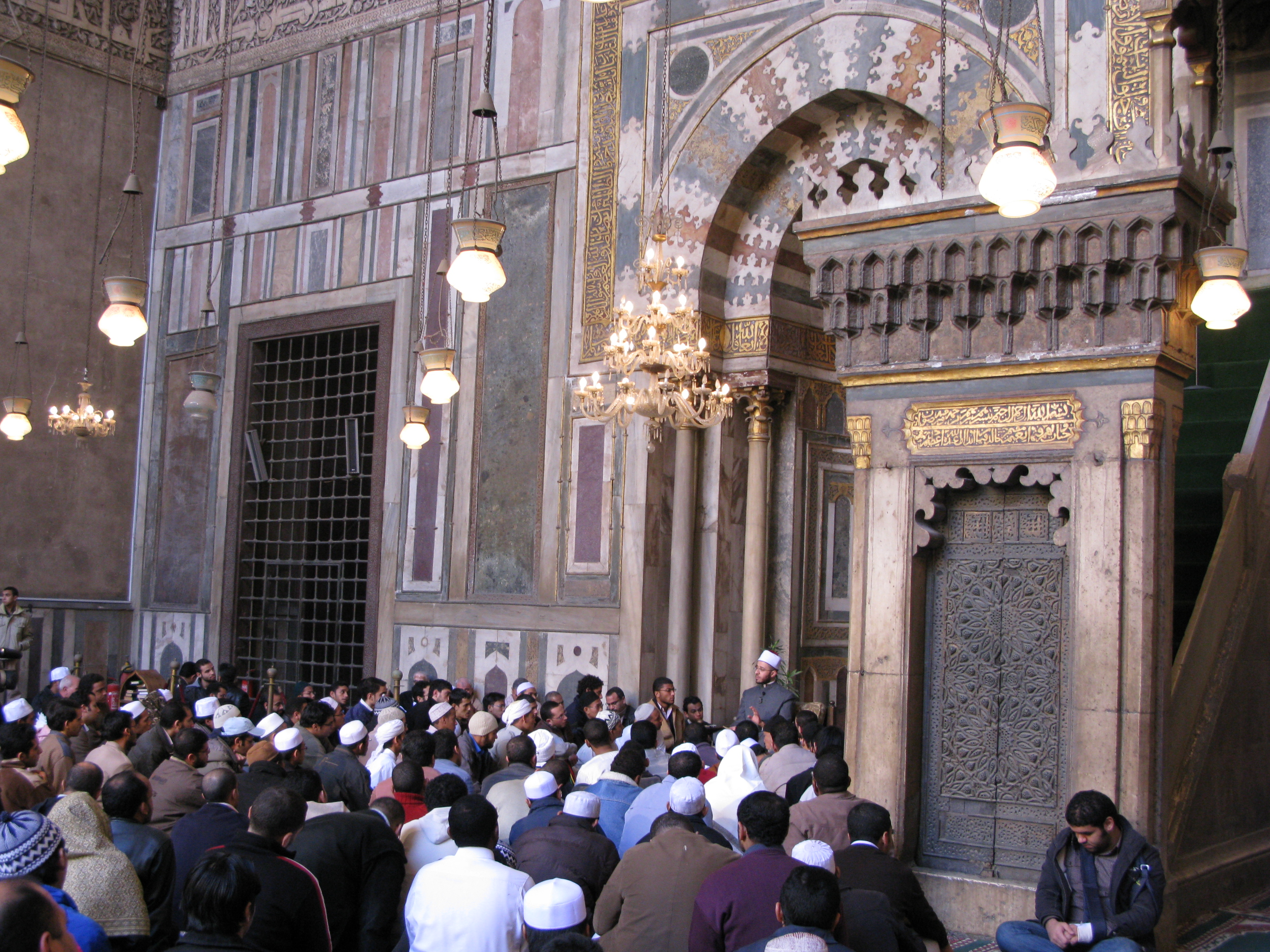
Lehre der Vierzig Hadithe von an-Nawawi an der Sultan-Hasan-Moschee in Ägypten

Eines seiner schafiitischen religiösen Regelwerke übersetzte L. W. C. van den Berg (1845–1927) ins Französische.

## Werke
- Kommentar zur Hadith-Sammlung von Muslim
- al-Maǧmūʿ šarḥ al-Muhaḏḏab, Kommentar zu dem systematischen Rechtswerk al-Muhaḏḏab von Abū Ishāq aš-Šīrāzī (gest. 1083)
- Zwei bis heute beliebte Sammlungen von Überlieferungen zu moralisch-erzieherischen Zwecken: Das Buch der vierzig Hadithe und Die Gärten der Tugendhaften.